# نقد یهودیت
| بخش از مجموعه                                                                          |
| یهودیت                                                                                 |
| Star of David · Ten Commandments · Menorah                                             |
| رده:یهودیت                                                                             |
| یهود · یهودیت · اسباط                                                                  |
| ارتودوکس                                                                               |
| حریدی · حسیدی · ارتودوکس مدرن                                                          |
| فلسفه یهودی                                                                            |
| اصول دین · منیان · کابالا                                                              |
| قوانین نوح · خدا · آخرت · مسیح در یهودیت                                               |
| یهودیان به عنوان قوم برگزیده · هولوکاست · هلاخا · کشروت· ده فرمان                      |
| صنیوت · صدکه · اخلاق · جنبش مسار                                                       |
| متون دینی                                                                              |
| تورات · تنخ · تلمود · میدراش · توسفتا                                                  |
| آثار حاخامی · هاگادا · میشنا· باریتا                                                   |
| تور · شولحان عاروخ ·                                                                   |
| حماش · سیدور · زوهار ·                                                                 |
| شهرهای مقدس                                                                            |
| اورشلیم · صفد · حبرون · طبریه                                                          |
| شخصیت‌های مهم                                                                           |
| ابراهیم · اسحق · یعقوب                                                                 |
| ساره · ربه‌کا · راحیل · لیه                                                             |
| موسی · دبوره · روت · داوود · سلیمان                                                    |
| الیاس · هیلل · شمای · یهودا هناسی                                                      |
| سعادیا گائون · راشی · اسحاق الفاسی · ابن عزرا · توسفتانویسان                           |
| یوسف آلبو · یوسف قارو · آشر بن یهیئل                                                   |
| بعل شم طوو · موسی بن میمون · فیلون اسکندرانی                                           |
| اوادیا یوسف · موشه بن نحمان · موشه فینشتاین · العازر شاخ                               |
| زندگی یهودی                                                                            |
| بریت · بنای مصوا · ازدواج                                                              |
| نیدا· عزاداری                                                                          |
| نقش‌های مذهبی                                                                           |
| حاخام · ربی                                                                            |
| کاهن یهودی ·                                                                           |
| دیان · روش یشیوا                                                                       |
| ساختمان‌های مذهبی                                                                       |
| کنیسه · میکوه · هیکل سلیمان / خیمه‌گاه                                                  |
| مقالات مذهبی                                                                           |
| شبات · تفیلین · زنان · سفر تورات· بدکن· قربانی                                         |
| ستاره داوود · منوره · شوفار                                                            |
| اربعه مینیم                                                                            |
| نماز                                                                                   |
| نماز · شماع · عمیده ·                                                                  |
| قدیش ·هولده                                                                            |
| یهودیت و دیگر ادیان                                                                    |
| مسیحیت · اسلام ·                                                                       |
| ادیان ابراهیمی · تکثرگرایی                                                             |
| مورمونیسم · "یهودی مسیحی" · دیگران                                                     |
| مطالب وابسته                                                                           |
| نقد یهودیت · یهودستیزی                                                                 |
| یهوددوستی · یشیوا· صهیونیسم· یهودیان آمریکا· فهرست دانشمندان و فیلسوفان یهودی · کوربان |
| ن ب و                                                                                  |

نقد یهودیت به انتقاد از آموزه‌ها، متون، قوانین و اعمال دینی یهود اشاره دارد که انتقادهای اولیه از مناقشات بین ادیان مسیحیت و یهودیت سرچشمه می‌گیرد. مناقشات مهم در قرون وسطی موجب انتقادات گسترده‌ای شد. نقدهای مدرن همچنین بازتاب‌دهنده اختلافات بین شاخه‌ای یهودی، بین یهودیت ارتدوکس، یهودیت محافظه‌کار و یهودیت اصلاح گرا است.

## آموزه‌ها و احکام

### خدای شخص‌وار
باروخ اسپینوزا، مردخای کاپلان، و ملحدان برجسته، یهودیت را مورد انتقاد قرار داده‌اند؛ زیرا الهیات و متون دینی آن خدای شخصی را توصیف می‌کند که با شخصیت‌های مهم (موسی، ابراهیم و غیره) گفتگو می‌کند و با قوم عبری روابط و عهد برقرار می‌کند. اسپینوزا و کاپلان در عوض معتقد بودند که خدا انتزاعی، غیرشخصی، نیرویی از طبیعت است یا خود جهان را می‌سازد. متکلم و فیلسوف فرانتس رزنتسوایگ پیشنهاد کرد که این دو دیدگاه هر دو معتبر هستند و در یهودیت مکمل یک‌دیگرند.

### افراد برگزیده
بیشتر شاخه‌های یهودیت، یهودیان را «قوم برگزیده» می‌دانند، به این معنا که نقش ویژه‌ای در «حفظ آیات خدا» دارند یا برای «تأیید انسانیت مشترک». این نگرش، برای مثال، در بیانیهٔ سیاست یهودیت اصلاح‌گرا بازتاب شده‌ است، که بر این باور است که یهودیان مسئولیت دارند «با همه مردم در ایجاد پادشاهی خدا، برادری جهانی، عدالت، حقیقت و صلح بر روی زمین همکاری کنند». برخی از سکولارها و منتقدان وابسته به ادیان دیگر ادعا می‌کنند که این مفهوم دلالت بر طرفداری یا برتری نژادی دارد، مانند برخی از منتقدان یهودی، مانند باروخ اسپینوزا. برخی از یهودیان مفهوم «انتخاب» را مشکل ساز یا قدیمی می‌دانند، و چنین نگرانی‌هایی منجر به شکل‌گیری یهودیت بازسازی‌گرا شد که بنیانگذار آن، مردخای کاپلان، مفهوم یهودیان را به‌عنوان قوم برگزیده رد کرد و آن را به‌عنوان قوم‌مداری محکوم کرد.

## نقد دینی

### انتقادات بین شاخه‌ای
یهودیت محافظه‌کار توسط برخی از رهبران یهودیت ارتدوکس به‌دلیل عدم پیروی درست از هلاخا (قانون دینی یهود) مورد انتقاد قرار می‌گیرد. همچنین توسط برخی از رهبران یهودیت اصلاح‌گرا به‌دلیل مغایرت با اصول اعضای جوان بالغ خود در مورد مسائلی مانند ازدواج‌های مختلط، تبار پدری، و تعیین همجنس‌گرایان مورد انتقاد قرار می‌گیرد - همه موضوعاتی که یهودیت محافظه‌کار با آن‌ها مخالف است و یهودیت اصلاح‌طلب از آن‌ها حمایت می‌کند. (جنبش محافظه‌کار از آن زمان به سمتی حرکت کرده‌است که به خاخام‌های همجنس‌گرا و «برگزاری مراسم تعهد همجنس‌گرایان» اجازه دهد.)

### نقد یهودیت سنتی توسط جنبش اصلاحی
جنبش اصلاحات ناشی از نارضایتی از جنبه‌های مختلف یهودیت سنتی یا یهودیت خاخام، همان‌طور که در بحث‌ها و سایر نوشته‌های سده نوزدهم و اوایل سده بیستم مستند شده‌است، شکل گرفت. لوئیس جیکوبز، خاخام برجسته ماسورتی، مشاجرات بین ارتدکس و جنبش اصلاحات را به شرح زیر توصیف کرد:
«جدال بین ارتدوکس‌ها، که سنت‌گرایان نامیده می‌شدند، و اصلاح‌طلبان شدید بود. ارتدوکس‌ها اصلاحات را به‌عنوان بدعت رتبه‌ای تلقی می‌کردند، چیزی بیش از یک دین راحت که اگر از آن پیروی کنند، یهودیان را به کلی از یهودیت خارج می‌کرد. اصلاح‌طلبان پاسخ دادند که برعکس، خطر بقای یهودیان توسط ارتدوکس‌ها ایجاد شده‌است که از طریق تاریک‌اندیشی خود نتوانسته‌اند ببینند که چالش‌های جدید پیش روی یهودیت باید آگاهانه در زمان حال با آن روبه‌رو شوند، همان‌گونه که یهودیت، هر چند ناخودآگاه، با چالش‌های مشابه در گذشته مواجه شده‌است.»— لوئیس جیکوبز، «دین یهود: یک همراه»، انتشارات دانشگاه آکسفورد، ص. ۴. (۱۹۹۵)
دیوید آینهورن، خاخام اصلاح‌طلب آمریکایی، یهودیت اصلاح‌گرا را «رهایی» یهودیت می‌نامد:
«در حال حاضر رانتی در یهودیت وجود دارد که زندگی آن را تحت تأثیر قرار می‌دهد و هیچ پوششی، هر چند درخشان، نمی‌تواند آن را ترمیم کند. شری که به تدریج تهدید به خوردگی استخوان و مغز سالم می‌کند، باید به‌طور کامل ریشه‌کن شود، و این فقط می‌تواند انجام شود. اگر به نام و مصلحت دین، هر آنچه را که مفسده و غیرقابل دفاع است، از دایره زندگی دینی خود حذف کنیم و در آینده به‌طور جدی خود را از هر تعهدی نسبت به آن مبری کنیم، به این ترتیب می‌توانیم به رهایی از آن دست یابیم. یهودیت برای خود و فرزندانمان، تا از دور شدن از یهودیت جلوگیری کنیم.»— دیوید اینهورن، فیلیپسون، دیوید (۱۹۰۷) «جنبش اصلاحی در یهودیت»، مک میلان.
انتقادات یهودیت سنتی شامل انتقاداتی بود که بر این موضوع تأکید می‌کردند که قوانین تورات کاملاً الزام‌آور نیستند؛ انتقاداتی مبنی بر اینکه بسیاری از مراسم و مناسک ضروری نیست؛ انتقاداتی مبنی بر اینکه رهبری خاخامی بیش از حد مستبد است. انتقاداتی مبنی بر اینکه خرافات بیش از حد وجود دارد. انتقاداتی مبنی بر اینکه یهودیت سنتی منجر به انزوا از سایر جوامع می‌شود؛ و انتقاداتی مبنی بر اینکه یهودیت سنتی بیش از حد بر تبعید تأکید می‌کرد.
برخی از این انتقادات در ز مان‌های بسیار قبلی توسط فیلسوف آوریل دا کاستا (۱۵۸۵–۱۶۴۰) پیش‌بینی شده بود که مقامات خاخام و تلمود را به‌دلیل عدم اعتبار و معنویت مورد انتقاد قرار داد.

### انتقاد از سوی مسیحیت

#### انتقاد پولس از یهودیت
پولس یهودیان را به‌خاطر ناتوانی آن‌ها در باور اینکه عیسی مسیحا است (رومیان ۹:۳۰–۱۰:۱۳) و به‌دلیل دیدگاه آن‌ها در مورد موقعیت مطلوب و عدم برابری با غیریهودیان مورد انتقاد قرار می‌دهد (رومیان ۳:۲۷). در رومیان ۷–۱۲، یکی از انتقادات پولس به یهودیت این است که دینی است که به‌جای ایمان، بر اساس قانون استوار است. در بسیاری از تفاسیر از این انتقاد که قبل از اواسط سده بیستم انجام شد، یهودیت اساساً به‌دلیل گناه خود عدالت‌خواهی ناقص بود. این موضوع به‌دلیل تفاوت در نسخه‌های یهودیت موجود در آن زمان پیچیده شده‌است. برخی از پژوهشگران استدلال می‌کنند که نقد پولس از یهودیت درست است، برخی دیگر معتقدند که انتقاد پولس متوجه یهودیت هلنیستی است، اشکالی که پولس بیشتر با آن آشنا بود. به‌جای یهودیت خاخام، که از خط ستیزه‌جویانه یهودیت که پولس قبل از تبدیل شدن به دین خود پذیرفته بود اجتناب کرد. همچنین این سؤال وجود دارد که پولس چه کسی را مورد خطاب قرار می‌دهد. پولس خود را رسولی برای غیریهودیان می‌دانست و مشخص نیست که آیا متن رومیان به پیروان یهودی عیسی (همانند پولس) خطاب شده بود، به غیریهودیان یا هر دو. اگر پایبندی به شریعت یهود شرط رستگاری بود، آنگاه رستگاری برای غیریهودیان بدون گرویدن به یهودیت انکار می‌شد. کریستر استندال نیز در همین راستا استدلال می‌کند که به‌گفته پولس، رد یهودیت از عیسی به‌عنوان یک نجات دهنده، چیزی است که امکان رستگاری غیریهودیان را فراهم می‌کند، که این رد بخشی از نقشه کلی خداست، و اسرائیل نیز نجات خواهد یافت. (مطابق Romans 11:26–27). برخی از پژوهشگران استدلال می‌کنند که موضوع اساسی انتقاد پولس از یهودیت به درک او از رابطه یهودیت با قوانین یهود بستگی دارد. E. P. Sanders، برای مثال، استدلال می‌کند که دیدگاه بسیاری از پژوهشگران عهد جدید از مسیحیان فردریش وبر در مورد نشان‌دهندهٔ کاریکاتوری از یهودیت است و این تفسیر از انتقاد پولس به‌دلیل درک نادرست از اصول یهودیت ناقص است. تفسیر سندرز بیان می‌کند که یهودیت به بهترین وجه به‌عنوان یک «نامیسم عهدی» شناخته می‌شود، که در آن فیض خدا داده شده و در عهد تأیید شده‌است، که پاسخ مناسب زندگی در محدوده‌های تعیین شده برای حفظ رابطه است. جیمز دان با دیدگاه سندرز موافق است که پل از یهودیت به‌دلیل ادعای این که رستگاری از پایبندی به شریعت یا انجام کارهای خوب ناشی می‌شود، انتقاد نمی‌کرد، زیرا اینها اصول یهودیت نیستند، اما علیه سندرز استدلال می‌کند که انتقاد پل از یهودیت نشان‌دهندهٔ رد شکل «بیگانه هراسی» و قوم‌گرایانه یهودیت که پولس قبلاً به آن تعلق داشت: انتقاد واقعی پولس از یهودیت و یهودیان، عدالت خودساخته یهودیت نبود، بلکه آن چیزی بود که برخی آن را «امپریالیسم فرهنگی» یا «غرور قومی» نامیدند. دان استدلال می‌کند که پولس موضع خود را خیانت به یهودیت نمی‌داند، بلکه،

پولس به روشی که یهودیان زمان او به اعمال یا شریعت به‌عنوان مرزی می‌نگریستند حمله می‌کند که مشخص می‌کند چه کسی «در» قوم خداست و چه کسی نیست. او به مفهوم باریک، نژادی، قومی و جغرافیایی تعریف شده آنها از قوم خدا حمله می‌کند و در جای خود، شکل «بازتر»، فراگیرتر یهودیت (بر اساس ایمان به مسیح) را ارائه می‌دهد؛ بنابراین، انتقاد پولس از یهودیت، به‌طور دقیق‌تر، انتقادی بود از رشته بیگانه‌هراسی یهودیت، که خود پولس قبلاً به آن تعلق داشت. [...] پولس در واقع در حال تبدیل شدن از یهودیت بسته به یهودیت باز بود.
استدلال مشابهی توسط جورج اسمیگا ارائه شده‌است، که ادعا می‌کند که انتقاد یهودیت در عهد جدید به بهترین وجه به‌عنوان انواع بحث‌های مذهبی درک می‌شود که به‌عنوان دعوت به تغییر دین به‌جای انتقاد به معنای استفاده رایج در نظر گرفته شده‌است.

#### در مورد مرگ عیسی
این ایده که یهودیت و یهودیان در مجموع مسئول مرگ عیسی هستند، که اغلب در این ادعا که «یهودیان عیسی را کشتند» نشان داده می‌شود، در نوشته‌های ضدیهودی برجسته است. این در ابتدا توسط پولس در عهد جدید بیان شد (1 Thes. 2:14–15). کلیسای کاتولیک روم با صدور اعلامیه‌ای تحت عنوان Nostra aetate در سال ۱۹۶۵ رسماً از همدستی طولانی مدت خود در یهودی‌ستیزی انکار کرد که این تصور را که قوم یهود برای مرگ عیسی گناه دارند را رد کرد.

### انتقاد از سوی اسلام
در مجادله قرآنی علیه یهودیان جایگاه برجسته‌ای به مفهوم دین ابراهیم داده شده‌است. قرآن مسلمانان را نه یهودی و نه مسیحی معرفی می‌کند، بلکه پیروان ابراهیم معرفی می‌کند که از نظر جسمانی پدر یهودیان و اعراب بوده و قبل از نزول تورات می‌زیسته‌است. قرآن برای اینکه نشان دهد دین یهودیان دین پاک ابراهیم نیست، ماجرای گوساله‌پرستی را ذکر می‌کند و استدلال می‌کند که یهودیان به بخشی از وحی که به آنها داده شده اعتقاد ندارند و آنها رباخواری نشان‌دهندهٔ دنیاپرستی و نافرمانی آنان از خداست. علاوه بر این، قرآن ادعا می‌کند که آنچه را که خداوند نازل نکرده‌است به خداوند نسبت می‌دهند. بر اساس قرآن، یهودیان شخصیتی به نام عزیر را به‌عنوان «پسر خدا» تجلیل کردند (به بیانات قرآنی در مورد تعالی تصور شده یهودی مراجعه کنید). شخصیت عزرا، که تصور می‌شود همان شخصیتی است که قرآن به آن اشاره کرده‌است (البته بدون هیچ مدرکی که نشان دهد عزرا و عزیر یک شخص هستند) در آثار پژوهشگر مسلمان اندلسی بعدی ابن حزم اهمیت یافت. صراحتاً عزرا را متهم کرد که دروغگو و بدعت گذار است که جعل کرده و در متن کتاب مقدس الحاقات را اضافه کرده‌است. ابن حزم در مناظره خود با یهودیت فهرستی از مواردی را که نادرستی و تناقضات زمانی و جغرافیایی می‌گفت ارائه کرد. محالات کلامی (عبارات انسانی، داستان‌های زنا و فحشا و نسبت دادن گناهان به پیامبران) و نیز عدم نقل موثق (تواتور) متن. هریبرت بوسه می‌نویسد: «تنها توضیح این فرضیه است که محمد، در تب و تاب بحث، می‌خواست یهودیان را به عقاید بدعت‌آمیز متهم کند که همتراز با بدعت آموزه مسیحی است که ماهیت الهی عیسی را تعلیم می‌دهد. می‌توانست از احترام بالایی که عزرا در یهودیت اعطا شده‌است، استفاده کند.»

## نقد فلسفی
نقد فلسفی یهودیت یا بخشی از نقد دینی به‌طور کلی است یا به‌طور خاص بر جنبه‌های منحصر به فرد دین یهود متمرکز است. امانوئل کانت نمونه‌ای از دومی است. کانت معتقد بود که یهودیت از طریق الزام بیرونی به اطاعت از قوانین اخلاقی، داشتن تمرکز سکولار و عدم توجه به جاودانگی، از «اجرای معیارهای اساسی [یک] دین» شکست می‌خورد.

## آداب و رسوم

### شچیتا (ذبح شحیطه)
ذبح شحیطه از لحاظ تاریخی انتقاد غیریهودیان را به‌دلیل غیرانسانی بودن و غیربهداشتی بودن، تا حدی به‌عنوان یک اقدام ضدیهودی که خوردن گوشت ذبح شده به‌صورت آیینی باعث انحطاط، و تا حدی به‌دلیل انگیزه اقتصادی برای حذف یهودیان از صنعت گوشت شده‌است، برانگیخته است. اما گاهی این انتقادات متوجه یهودیت به‌عنوان یک دین بود. در سال ۱۸۹۳، حامیان حیوانات علیه ذبح شحیطه در آبردین تلاش کردند ظلم را با اعمال مذهبی یهودیان مرتبط کنند. در دهه ۱۹۲۰، منتقدان لهستانی ذبح شحیطه ادعا کردند که این عمل در واقع هیچ مبنایی در کتاب مقدس ندارد. در مقابل، مقامات یهود استدلال می‌کنند که روش‌های ذبح مستقیماً بر پایه (Deut. 12:21) است و «این قوانین برای یهودیان امروز الزام‌آور است».
اخیراً، ذبح شحیطه انتقاد برخی از گروه‌های مرتبط با رفاه حیوانات را به خود جلب کرده‌است، که معتقدند عدم وجود هر نوع بیهوشی یا خیره‌کننده قبل از قطع رگ گردن حیوان باعث درد و رنج غیرضروری می‌شود. در سال ۲۰۰۸، اتاق دامپزشکان فدرال آلمان، درخواست‌هایی برای لغو ذبح شحیطه مطرح کرد، و در سال ۲۰۰۱ توسط حزب برای حیوانات در پارلمان هلند. در هر دو واقعه، گروه‌های یهودی پاسخ دادند که این انتقادها حمله به مذهب آنها بود.
حامیان ذبح شحیطه مخالفت می‌کنند که یهودیت دقیقاً به این دلیل که انسانی تلقی می‌شود به این عمل نیاز دارد. پژوهش‌های انجام شده توسط تمپل گراندین و جو ام. ریگنشتاین نشان می‌دهد که با تمرین صحیح با سیستم‌های مهار مناسب، ذبح شحیطه درد و رنج کمی را به همراه دارد و اشاره می‌کند که واکنش‌های رفتاری به برش ایجاد شده در طی ذبح شحیطه کمتر از واکنش‌های رفتاری به صداهایی مانند صدا دادن است. یا خش خش، وارونگی یا فشار در حین مهار.

### بریت میلا (آیین ختنه)
رویه یهودیان بریت میلا یا ختنه کردن نوزادان پسر، هم در دوران باستان و هم در دوران مدرن به‌عنوان «دردناک» و «بی‌رحمانه» یا مساوی با ختنه کردن تناسلی مورد حمله قرار گرفته‌است.
فرهنگ هلنیستی ختنه را نفرت‌انگیز می‌دانست: ختنه به‌عنوان یک ناهنجاری جسمی تلقی می‌شد و مردان ختنه‌شده از شرکت در بازی‌های المپیک منع می‌شدند. برخی از یهودیان هلنیستی بازسازی پیش‌پوست را انجام می‌دادند در امپراتوری روم، ختنه به‌عنوان یک رسم وحشیانه و نفرت‌انگیز تلقی می‌شد.
طبق تلمود، کنسول تیتوس فلاویوس کلمنس در سال ۹۵ میلادی به‌دلیل ختنه کردن خود و گرویدن به یهودیت توسط سنای روم به اعدام محکوم شد. امپراتور هادریان (۱۱۷–۱۳۸) ختنه را ممنوع کرد. پولس احساسات مشابهی را در مورد ختنه ابراز کرد و در فیلیپیان ۳ آن را «مثله کردن» نامید.

### عدم رعایت تمام مناسک (دین داری گزینشی)
به عنوان مثال در دین یهودیت حجاب سرسختی وجود دارد که اغلب توسط یهودیان رعایت نمیشود ، در کتاب مقدّس یهودیان، موارد متعدّدی یافت می شود که به طور صریح و یا ضمنی، حجاب و پوشش زن و مسائل مربوط به آن، مورد تأیید قرار گرفته است. در برخی از آنها لفظ «چادر» و «برقع» به کار رفته است که نشانگر کیفیت پوشش زنان آن عصر است.ئاینک به پاره ای از آن موارد اشاره می گردد.

### پوشش کامل در مقابلنامحرم
در «سِفْر پیدایش» تورات، چنین می خوانیم: و رفقه، چشمان خود را بلند کرد و اسحاق را دید و از شتر خود فرود آمد. زیرا که از خادم پرسید:«این مرد کیست که در صحرا به استقبال ما می آید؟». و خادم گفت: «آقای من است». پس بُرقعِ خود را گرفته، خود را پوشانید.

### عدم تشبّهمردوزنبه یکدیگر
در «تورات» آمده است: «متاع مرد، بر زن روا نباشد و مرد، لباس زن نپوشد؛ زیرا هر که این کُند، مکروه یهوه (خدای تو) است».

### نزول عذاب در اثر آرایش دختران یهود برای بیگانگان
در «تورات» می خوانیم:«و خداوند می گوید از این جهت که دختران صهیون متکبّرند و با گردن افراشته و غمزات چشم، راه می روند و به ناز می خرام اند و به پاهای خویش، خلخال ها را به صدا می آورند * بنابراین، خداوند فَرقِ سر دختران صهیون را کَلْ خواهد ساخت و خداوند، عورت ایشان را برهنه خواهد نمود * و در آن روز، خداوند زینت خلخال ها و پیشانی بندها و هلال ها را دور خواهد کرد*و گوشوارها و دستبندها و روبندها* و دستارها و زنجیرها و کمربندها و عطردان ها و تعویذها را* و انگشترها و حلقه های بینی را * و رداها و شال ها و کیسه ها را * و آینه ها و کتان های نازک و عمامه ها و بُرقع ها را * و واقع می شود که: به عوض عطریات، عفونت خواهد شد و به عوض کمربند، ریسمان و به عوض موهای بافته، کَلی و به عوض سینه بند، زنّار پلاس و به عوض زیبایی، سوختگی خواهد بود * مردانت به شمشیر و شجاعانت در جنگ خواهند افتاد * و دروازه های وی، ناله و ماتم خواهند کرد و او خراب شده، بر زمین خواهد نشست».
در تورات، از چادر و برقع و روبنده ای که زنان با آن، سر و صورت و اندام خویش را می پوشانده اند، صریحاً نام برده شده است، که نشانگر کیفیت پوشش زنان است.
برای نمونه در کتاب «روت» می خوانیم: «بوعز گفت: زنهار کسی نفهمد که این زن به خرمن آمده است. و گفت: چادری که بر توست، بیاور و بگیر. پس آن را بگرفت و او شش کیل جو پیموده بر وی گذارد و به شهر رفت»
در مورد عروس یهودا می خوانیم: «پس رخت بیوگی را از خویشتن بیرون کرد. بُرقعی به رو کشید و خود را در چادری پوشید و به دروازه عینایم که در راه تمنه است، بنشست».